# Legradska Gora
Legradska Gora (mađ. Szentmihályhegy, Szentmihály-hegy) je pogranično selo u južnoj zapadnoj Mađarskoj.

## Zemljopisni položaj
Nalazi se na 46,298137° sjeverne zemljopisne širine i 16,895674° istočne zemljopisne dužine. Rijeka Drava i granica s RH je oko 2 km zapadno, 1 km jugozapadno i 2 km južno. 
Od naselja u Hrvatskoj, Legrad je zapadno, Đelekovec je jugozapadno. Jezero Jegeniš u Hrvatskoj je jugozapadno, a jezero Šoderica južno. 5 km sjeverozapadno je šuma Veliki Pažut u Hrvatskoj.
Od naselja u Mađarskoj, Tiluš je 2 km istočno, Sonjvara 1 km istočno, Šur je sjeveroistočno, Belezna je sjeverno-sjeveroistočno, Kerestur je sjeverozapadno, Fićehaz sjeverno-sjeverozapadno, Bikežda je sjeveroistočno,  Zákányfalu je istočno, Zakon je jugoistočno.

## Upravna organizacija
Nalazi se u Čurgujskoj mikroregiji u Šomođskoj županiji. Poštanski broj je 8854.
Pripada naselju Tilošu. Stanovnika Legradske Gore u Ždali nazivaju Gorčanec.

## Povijest
Blizu ušća rijeke Mure u Dravu hrvatski ban Nikola Zrinski dao je sagraditi 1661. godine utvrdu Novi Zrin. Dio nje se nalazi u današnjem Tilušu. Turci su je tijekom 1663. godine nekoliko puta bezuspješno pokušali osvojiti, a od 5. lipnja do 7. srpnja 1664. držali pod opsadom na kraju koje su ju osvojili i razorili potkopom.
Ranih 1700-ih opisi za prostor Őr-a (Eör-a), spominje hrvatska rimokatolička sela. Trag toga su prezimena koja jasno ukazuju na njih (pr. Navracsics, Iváncsics, Kalinics, Spolarics).
1760. doseljavaju se Mađari.  već su počele mađarski imigracije na selu. Tijekom tog razdoblja rabe se dva naziva za selo: Őr i Tilos. 1800-ih se rabe naizmjence.

## Kultura
Legradska je Gora mjesto hodočašća. 

## Promet
Uz jugozapadnu stranu ovog sela, uz rijeku Dravu, prolazi željeznička pruga Velika Kaniža-Pečuh. 

## Stanovništvo
Legradska Gora ima 178 stanovnika (2001.). U cijelom Tilušu kojem pripada skoro svi su Mađari. 5,27% su Romi.

## Vanjske poveznice
- Panoramio  Arhivirana inačica izvorne stranice od 20. listopada 2016. (Wayback Machine) Crkva sv. Mihovila, poznato mjesto hodočašća
- Panoramio  Arhivirana inačica izvorne stranice od 26. prosinca 2011. (Wayback Machine) Gospino svetište u Legradskoj Gori
- Panoramio  Arhivirana inačica izvorne stranice od 12. veljače 2016. (Wayback Machine) Crkva u Legradskoj Gori
- Panoramio  Arhivirana inačica izvorne stranice od 16. srpnja 2009. (Wayback Machine) Spomenik mađarskoj revoluciji 1848.